# کژی کران
کژی کران، روستایی از توابع بخش مرکزی شهرستان سنندج در استان کردستان ایران است. مردم این روستا به زبان کردی سورانی تکلم می‌کنند و مذهب شان سنی شافعی است

## جمعیت
این روستا در دهستان حسین‌آباد جنوبی قرار دارد و براساس سرشماری مرکز آمار ایران در سال ۱۳۸۵، جمعیت آن ۱۶۵ نفر (۳۳خانوار) بوده‌است.